# Station d'Outreau Ave-Maria
La station d'Outreau Ave-Maria est une ancienne station de la ligne de chemin de fer de Boulogne au Portel de la Société des chemins de fer économiques du Nord (CEN), située sur le territoire de la commune d'Outreau, dans le département du Pas-de-Calais, en région Hauts-de-France.

## Histoire
La gare a été démolie à une date inconnue.

## Description
La station est dotée d'une simple aubette d'un modèle standardisé également utilisé par les Chemins de fer économiques du Nord sur ses autres lignes du réseau du Nord et du Pas-de-Calais. L'aubette en briques comporte 1 seul étage de 3 travées, dont 2 portes en extrémités et 1 fenêtre au centre ainsi qu'une fenêtre sur chaque côté.

## Sources

### Renvois
- Chemin de fer de Boulogne au Portel